# Clannad (Film)
Clannad (jap. クラナド, Kuranado) ist ein auf dem gleichnamigen Ren’ai-Adventure Clannad aufbauender Anime-Film, der unter der Regie von Osamu Dezaki entstand und damit eine von mehreren Adaptionen des Spiels darstellt. Erstmals auf der Tōkyō Kokusai Anime Fair am 23. März 2006 angekündigt, kam der von Tōei Animation produzierte Film am 15. September 2007 in die japanischen Kinos. Inhaltlich ist der Film eine Neuinterpretation der Handlung des Spiels, die sich fast ausschließlich auf die Beziehung zwischen Tomoya und Nagisa konzentriert.

## Handlung
Die Handlung konzentriert sich verstärkt auf den weiblichen Hauptcharakter Nagisa Furukawa, die im Laufe der Handlung mit Tomoya eine Liebesbeziehung aufbaut und es schafft ihr Debüt mit ihrem Theaterstück zu geben. Beide ziehen nach ihrem Schulabschluss in eine gemeinsame Wohnung und haben ein glückliches Leben. Als das Paar jedoch ihr erstes Kind bekommt, erliegt Nagisa den Strapazen der Geburt, was Tomoya, wie einst seinen Vater, in tiefste Depressionen stürzt. Zurückgezogen lebt er alleine in seiner Wohnung und würde selbst seine engsten Freunde, die ihn regelmäßig besuchen, am liebsten aus der Wohnung werfen. Seine Tochter wächst unterdessen bei Nagisas Eltern auf, da er sich nicht imstande sieht seinem Kind in die Augen zu sehen. Sein Vater unternimmt einige Jahre später einen letzten Versuch die Situation zum Guten zu wenden. So bringt er seine Freunde dazu ihn zu einem Ausflug zu zwingen. Auf einem Bahnhof, auf dem sie umsteigen, trifft er auf Nagisas Eltern und seine Tochter, die starke Ähnlichkeit mit Nagisa aufweist. Als die Kleine auf ihn zu läuft und hinzufallen droht, fängt er sie auf und schließt sie in seine Arme.

### Unterschiede zwischen Film, Serie und Spiel
Das Spiel wurde nicht nur als Film, sondern durch Kyōto Animation ebenfalls als Anime-Fernsehserie adaptiert. Dabei zeigen beide Werke aufgrund vollkommen verschiedener Mitwirkender, abgesehen von den meisten Sprechern, diverse Unterschiede. Während die Serie wesentlich mehr Zeit bot einen Großteil des Spiels wiederzugeben, beschränkte sich der Film auf nur wenige der ursprünglich vorhandenen Charaktere und geht auch nicht tiefer auf diese ein. So haben die einstigen Hauptcharaktere Kyō und Tomoyo nur noch Nebenrollen, während Kotomi nur kurz im Hintergrund auftauchte und Fūko überhaupt nicht zu sehen war. Gravierender sind die Unterschiede in der immer wieder durchblickenden Parallelwelt, die sich hier als Träume äußern. Dabei wurde das einsame Mädchen durch Nagisa ersetzt, während der unbekannte Protagonist im Körper eines Roboters, der im Spiel dem Mädchen gesellschaft leistet, durch Tomoya im Körper einer Marionette ersetzt wurde. Entgegen der ursprünglichen Handlung unterrichtet Kōko, die Schwester von Fūko, noch immer an der Schule und übernimmt dabei eine weitaus wichtigere Rolle als ursprünglich vorgesehen. Aber auch Charaktere und ihre Beziehungen untereinander werden leicht verändert dargestellt. So ist beispielsweise Tomoyas Vater im Film wesentlich geschäftstüchtiger und Yōhei wird wesentlich ernster dargestellt.

## Entstehung und Veröffentlichungen
Mit dem Studio Toei Animation, arbeitete dasselbe Team, das auch schon den Anime zu Kanon und den Film zu Air produzierte, auch an dieser Verfilmung eines Spiels von Key. Das Character Design wurde dabei im Wesentlichen von den Zeichnungen Itaru Hinoues übernommen, die die künstlerische Leitung des Spiels übernommen hatte. Diese nahm Megumi Kadonosono als Vorbild um die Charaktere des Films zu entwerfen. Zuvor arbeitete Megumi an dem Film Oshare Majo Love and Berry: Shiawase no Mahō als Regisseur und einer auf Kiddy Grade aufbauenden Filmreihe, wo sie ebenfalls für das Character Design zuständig war. Das Drehbuch wurde von Makoto Nakamura geschrieben, die diese Funktion bereits bei den beiden vorangegangenen Verfilmungen übernahm. Regie führte der erfahrene Osamu Dezaki, der bereits seit 1963 bei Astro Boy mitwirkte und auch für die Umsetzung von Air diesen Posten innehatte.
Bereits am 23. März 2006 wurde die Produktion auf der Tōkyō Kokusai Anime Fair angekündigt. Noch vor der Veröffentlichung startete am 10. März 2007 eine Werbekampagne auf den Straßen von Akihabara. Eine Gruppe von jungen Frauen, die in den Schuluniformen wie die Hauptcharaktere verkleidet (Cosplay) waren, reichte dabei Flyer und Thundersticks (eine Art von Krachmachern) aus den Fenstern um Aufmerksamkeit zu erregen.

## Synchronisation
Die deutsche Synchronfassung entstand 2020 bei TNT Media in Berlin unter der Regie von Reinhard Knapp.
| Rolle           | Japanischer Sprecher (Seiyū) | Deutscher Sprecher |
| --------------- | ---------------------------- | ------------------ |
| Tomoya Okazaki  | Kenji Nojima                 | Amadeus Strobl     |
| Nagisa Furukawa | Mai Nakahara                 | Shanti Chakraborty |
| Kyō Fujibayashi | Ryō Hirohashi                | Tanya Kahana       |
| Kotomi Ichinose | Mamiko Noto                  | –                  |
| Tomoyo Sakagami | Hōko Kuwashima               | Luisa Wietzorek    |
| Fūko Ibuki      | Ai Nonaka                    | Nadine Heidenreich |
| Yōhei Sunohara  | Daisuke Sakaguchi            | Dirk Petrick       |

## Rezeption
Die Verfilmung des Spieles wurde mit sehr gemischten Gefühlen betrachtet. In einem Punkt waren sich die meisten Kritiker jedoch einig: Die Animation von Toei Animation steht stark hinter der Qualität der von Kyōto Animation umgesetzten Fernsehserie zurück, was vor allem am anderen Charakter-Design liegen soll. Die Spezialeffekte hingegen seien durchaus gelungen und könnten fast mit der Qualität von 5 Centimeters per Second mithalten. Jedoch geriet der Film auch häufig dafür in die Kritik, dass viele der weiblichen Charaktere nur noch Nebenrollen besaßen oder gar komplett ausgelassen wurden. Bei der Handlung teilten sich jedoch die Meinungen. Während einige Kritiker den gesamten Film als langweilig beschrieben, waren andere hingegen der Meinung, dass der Film die ersten zwei Drittel benötige, um mit dem dramatischen Ende seine Wirkung entfalten zu können. Durch die Konzentration auf die wenigen Hauptdarsteller hinterließen diese jedoch häufig einen sehr ausgefeilten oder gar lieblichen Eindruck.